# János Martinek
János Martinek (ur. 23 maja 1965 w Budapeszcie) – węgierski pięcioboista nowoczesny. Wielokrotny medalista igrzysk olimpijskich.
W Seulu zwyciężył w konkurencji indywidualnej oraz w drużynie. Raz był indywidualnie brązowym medalistą mistrzostw świata (1994), większe sukcesy odnosił w drużynie i sztafecie. W Atlancie, po ośmiu latach przerwy, zdobył kolejny medal – brązowy.

## Starty olimpijskie (medale)
Seul 1988
- indywidualnie i drużynowo – złoto

Atlanta 1996
- indywidualnie – brąz